# Сусея
Су́сея (лит. Susėja) или Дие́нвидсусея (латыш. Dienvidsusēja) — река в Латвии и частично в Литве. Правый приток реки Мемеле. Длина реки составляет 114 км, площадь водосборного бассейна — 1220 км² (из них 1191,6 км² на территории Латвии).
Река берёт начало западнее латвийского города Субате. Течёт преимущественно в западном направлении. Впадает в Мемеле напротив литовского населённого пункта Сандаришкяй. В верхнем течении на участке в 4,2 км по реке проходит латвийско-литовская граница.
На берегах реки расположен город Акнисте, сёла Гарсене, Нерета, Эрберге. Крупнейшие притоки: Залвите, Дуньупе, Арелите, Раджупите (правые); Салате, Дзирнупе (левые). У села Нерета на реке сооружена ГЭС. Ещё две небольшие ГЭС построены ниже села Эрберге.